# Sainte-Agnès, Alpes-Maritimes
Sainte-Agnès là một xã ở tỉnh Alpes-Maritimes, vùng Provence-Alpes-Côte d’Azur ở đông nam nước Pháp.